# Museo Vasa
El Museo Vasa de Estocolmo alberga al buque de guerra de dicho nombre, único navío del siglo XVII que ha sobrevivido casi intacto hasta nuestros días. El museo se encuentra en la isla de Djurgården y se construyó expresamente para dar cabida a la embarcación. Desde su inauguración oficial en 1990 ha recibido millones de visitas y se ha convertido en el museo más visitado de toda Escandinavia, razón por la cual ha sido sometido a una ampliación entre los años 2011 y 2013.

## Historia
El barco Vasa, que recibe el nombre por la dinastía reinante en ese momento en el país, fue construido en Estocolmo entre 1626 y 1628 bajo la supervisión del constructor naval de origen holandés Henrik Hybertsson y por orden de Gustavo Adolfo II Vasa con el objetivo de ser el mayor y mejor buque de guerra jamás construido por la armada sueca. Como parte de la flota sueca, estaba destinado a participar en las guerras que se libraban entre Suecia y Rusia, con Dinamarca y sobre todo con Polonia, que se hallaba regida por Segismundo III Vasa (primo de Gustavo Adolfo II) en conflicto por los territorios escandinavos y bálticos.
El Vasa medía 52 metros desde la punta del palo mayor a la quilla y tenía 69 metros de proa a popa. Contaba con tres palos (mesana, mayor y trinquete) que podían sostener hasta diez velas y pesaba un total de 1200 toneladas.
Fue diseñado como una nave de guerra y, por lo tanto, concebido para aguantar tanto los embates enemigos como las tormentas. Pero una vez que habían empezado los trabajos de construcción del Vasa, el rey solicitó un puente extra de cañones a bordo del barco, por lo que los planos tuvieron que modificarse sobre la marcha. Para solucionar el problema, los constructores hicieron una superestructura con dos cubiertas para cañones. Para compensar la inestabilidad que podía generar el exceso de peso en la parte superior, llenaron a modo de lastre el fondo del barco con 120 toneladas de piedras. Sin embargo, no fueron suficientes para evitar que el que iba a ser el barco más poderoso jamás construido se hundiera inexorablemente el día en que se inauguraba.
El 10 de agosto de 1628 zarpó del puerto de Estocolmo el buque de guerra Vasa. Apenas trescientos metros después de haber dejado tierra, una fuerte ráfaga de viento hizo que el barco se escorase y que comenzara a entrar agua por las compuertas de los cañones. En poco tiempo, el barco que era el orgullo de la nación se precipitó al fondo del mar y, junto con él, más de treinta de los doscientos tripulantes que llevaba a bordo. 
Nada más producirse el hundimiento, comenzó a buscarse un culpable. El primero en ser detenido e interrogado fue el capitán Söfring Hansson, a quien se le preguntó si los marineros estaban bebidos o si los cañones no estaban debidamente amarrados. Él se defendió explicando que antes de la partida hizo correr a treinta de sus hombres alrededor del barco para corroborar la inestabilidad del mismo, pero después de tres vueltas tuvieron que parar porque vieron peligrar la integridad del barco. Tras comunicarlo al capitán del puerto, amigo íntimo del Rey, éste respondió: «El Rey no está en casa, seguid adelante». Después se interrogó tanto al maestro constructor como a uno de los arrendatarios de los astilleros, quienes afirmaron que el barco fue construido de acuerdo a las medidas aprobadas por el Rey. Al final del proceso, se concluyó que no hubo culpables, sino una serie de desafortunados sucesos.

## Recuperación
Tan sólo unas pocas décadas después del hundimiento, en los años 1760 un sueco llamado Hans Albrecht von Treileben logró llegar hasta la nave hundida. Para sumergirse utilizó una campana de buzo que creaba en el interior una cámara de aire que sería la reserva del buceador. A pesar de la casi total oscuridad a treinta metros de profundidad y de los métodos rudimentarios con los que contaban, consiguió rescatar 61 cañones de más de una tonelada cada uno.
No sería hasta 1956 cuando un ingeniero civil, Anders Franzén, logró dar con la localización concreta del barco tras tres veranos intentándolo. Sumergiendo una sonda que cortaba madera, consiguió sacar a la superficie dos veces consecutivas y con apenas veinte metros de separación entre sí tablones de madera de roble oscuros, con los que sabía que había sido construido el Vasa. Además, gracias a la baja concentración de sal en el mar Báltico y a la casi total ausencia del molusco teredo navalis (que come madera) los restos del navío se hallaban en buenas condiciones.
Como no podían sacar el barco así como así, hicieron túneles bajo la nave con un potente chorro de agua y pasaron por ellos unos cables que iban sujetos a grúas en la superficie. Tras dieciocho etapas, consiguieron llevar el navío hasta aguas menos profundas y ubicarlo junto a la isla de Kastellholmen. Así, el 24 de abril de 1961 el Vasa volvió a la superficie tras 333 años en las profundidades del mar. 
Temporalmente, se alojó al barco en una estructura que llamaron Vasavarvet. La exposición del Vasa al aire de la superficie planteó serios problemas de conservación, ya que el cambio de medio suponía un impacto muy brusco para el navío. Para intentar solucionarlo, el Vasa fue rociado durante diecisiete años con polietilenglicol, un producto ceroso altamente soluble en agua que penetra en la madera y reemplaza poco a poco al agua, y se dejó secar durante nueve años. Las diferentes partes del barco están unidas por casi 5000 pernos de hierro, algunos de los cuales miden hasta 2 metros de largo. Uno de los mayores problemas con estos pernos es la oxidación que han sufrido, lo que ha originado una serie de reacciones químicas, principalmente la formación de ácido sulfúrico que ataca a la estructura de la madera y pone en riesgo la conservación de la misma. Sin embargo, se están llevando a cabo estudios para sustituir los actuales pernos de hierro por unos nuevos de acero inoxidable y evitar así la degradación.

### Museo
En 1981, el gobierno sueco decidió construir un museo permanente en el que albergar el Vasa y en 1988 el barco fue remolcado desde Kastellholmen hasta el dique seco que habían inundado bajo el nuevo edificio, situado en la isla de Djurgården. El 15 de junio de 1990 el museo fue oficialmente inaugurado, convirtiéndose desde entonces en el más visitado de toda Escandinavia. Proyectado para acoger unos 600 000 visitantes anuales, el museo ha sobrepasado ampliamente dicho promedio y recibía 1 100 000, razón por la cual en 2011 se emprendieron unas obras de ampliación, cuyo elemento más destacable es un espacio de acogida al público que evite las colas a la intemperie.

## Características
Gracias a las nuevas técnicas de investigación y a los análisis que se realizaron en la década de los noventa a las esculturas y a algunas partes del casco del barco, se puede saber qué colores poseía el Vasa. Gran parte de él estaba pintado con un fuerte color rojo bermellón, símbolo de la realeza sueca desde la Edad Media. Las 1200 esculturas estaban pintadas en gran parte en dorado, pero también en blanco, verde, violeta y azul índico, mientras que el escudo real estaba forrado de láminas de oro cocido al vapor.
Cuando el barco se hundió, todo en él quedó detenido hasta 1961. Aparte de los más de treinta cuerpos que se hundieron con el Vasa (algunos de los cuales se hallan expuestos en el museo), se recuperaron fragmentos de la vida corriente: maletas, recipientes para la comida (entre los que se incluye una cajita de madera en la que se conservó mantequilla), zapatos, sombreros y diversos otros objetos. Por supuesto, se hallaron miles de aparejos del buque así como las seis velas que se encontraban recogidas en el momento del desastre que, pesar de su fragilidad, pudieron ser conservadas y exhibidas.